# Bardomuseet
Bardomuseet ligger i byen Tunis, Tunesiens hovedstad.
Her findes verden største samling af romerske mosaiker.
- Wikimedia Commons har flere filer relateret til Bardomuseet

36°48′34″N 10°08′04″Ø / 36.80939°N 10.13451°Ø